# 東松島市立矢本第一中学校
東松島市立矢本第一中学校（ひがしまつしましりつやもとだいいちちゅうがっこう）は、宮城県東松島市にある公立の中学校。

## 概要

### 教育目標
- 自ら学ぶ意欲と志を持ち、仲間とともに高まり合うことができる、心豊かな生徒を育成する

## 学区
- 矢本字全域
- 小松字全域
- 大塩字全域
- あおい一丁目から二丁目